# Butler County (Kansas)
Butler County ist ein County im Bundesstaat Kansas der Vereinigten Staaten. Der Verwaltungssitz (County Seat) ist El Dorado. Das U.S. Census Bureau hat bei der Volkszählung 2020 eine Einwohnerzahl von 67.380 ermittelt.

## Geographie
Das County liegt im mittleren Südosten von Kansas, ist im Süden etwa 50 km von Oklahoma entfernt und hat eine Fläche von 3746 Quadratkilometern, wovon 48 Quadratkilometer Wasserfläche sind. Es grenzt im Uhrzeigersinn an folgende Countys: Chase County, Greenwood County, Elk County, Cowley County, Sumner County, Harvey County, Sedgwick County und Marion County.

## Geschichte
Butler County wurde am 30. August 1855 als Original-County aus freiem Territorium gebildet und gehört zu den ersten 33 Countys, die von der ersten Territorial-Verwaltung gebildet wurden. Benannt wurde es nach Andrew Butler, einem US-Senator aus South Carolina.
24 Bauwerke und Stätten des Countys sind im National Register of Historic Places eingetragen.

## Demografische Daten

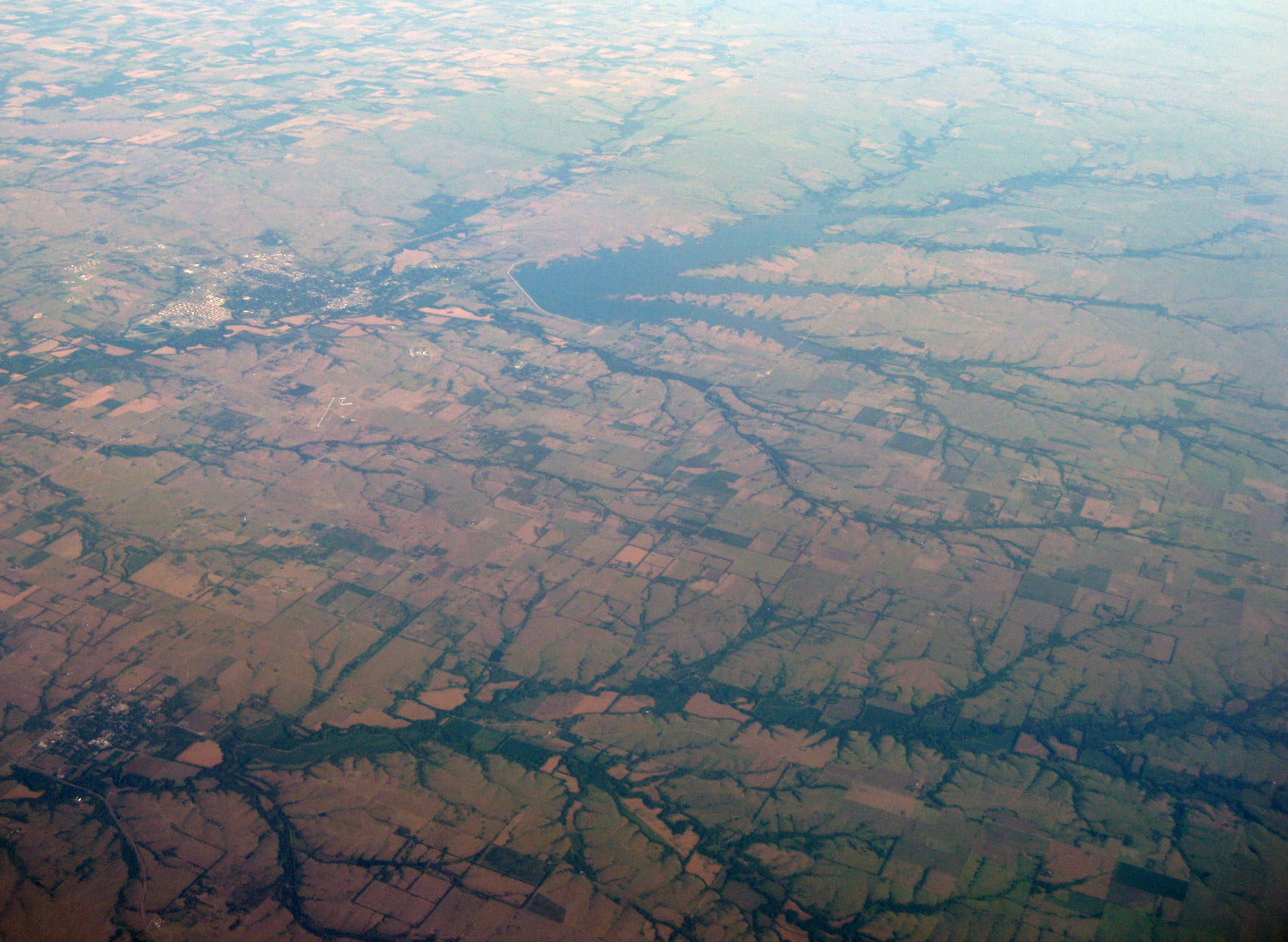
Blick über den El Dorado Lake

Nach der Volkszählung im Jahr 2000 lebten im Butler County 59.482 Menschen in 21.527 Haushalten und 16.059 Familien im Butler County. Die Bevölkerungsdichte betrug 16 Einwohner pro Quadratkilometer. Ethnisch betrachtet setzte sich die Bevölkerung zusammen aus 94,94 Prozent Weißen, 1,38 Prozent Afroamerikanern, 0,91 Prozent amerikanischen Ureinwohnern, 0,40 Prozent Asiaten, 0,03 Prozent Bewohnern aus dem pazifischen Inselraum und 0,66 Prozent aus anderen ethnischen Gruppen; 1,69 Prozent stammten von zwei oder mehr Ethnien ab. 2,25 Prozent der Bevölkerung waren spanischer oder lateinamerikanischer Abstammung.
Von den 21.527 Haushalten hatten 37,9 Prozent Kinder unter 18 Jahren, die mit ihnen gemeinsam lebten. 62,6 Prozent waren verheiratete, zusammenlebende Paare, 8,3 Prozent waren allein erziehende Mütter und 25,4 Prozent waren keine Familien. 21,9 Prozent aller Haushalte waren Singlehaushalte und in 9,4 Prozent lebten Menschen mit 65 Jahren oder darüber. Die Durchschnittshaushaltsgröße betrug 2,67 und die durchschnittliche Familiengröße betrug 3,13 Personen.
28,6 Prozent der Bevölkerung waren unter 18 Jahre alt. 8,3 Prozent zwischen 18 und 24 Jahre, 28,8 Prozent zwischen 25 und 44 Jahre, 21,7 Prozent zwischen 45 und 64 Jahre und 12,6 Prozent waren 65 Jahre alt oder älter. Das Durchschnittsalter betrug 36 Jahre. Auf 100 weibliche Personen kamen 100,9 männliche Personen. Auf 100 erwachsene Frauen ab 18 Jahren kamen 98,8 Männer.
Das jährliche Durchschnittseinkommen eines Haushalts betrug 45.474 USD, das Durchschnittseinkommen einer Familie betrug 53.632 USD. Männer hatten ein Durchschnittseinkommen von 38.675 USD, Frauen 26.109 USD. Das Prokopfeinkommen betrug 20.150 USD. 5,4 Prozent der Familien und 7,3 Prozent der Bevölkerung lebten unterhalb der Armutsgrenze.

## Orte im County
- Aikman
- Andover
- Augusta
- Beaumont
- Benton
- Bloomington
- Bois d' Arc
- Brainerd
- Cassoday
- Chelsea
- Clay Center
- De Graff
- Douglass
- East El Dorado
- El Dorado
- Elbing
- Gordon
- Haverhill
- Hopkins
- Keighley
- Lakeview Heights
- Latham
- Leon
- Lorena
- Mecca Acres
- Midian
- Midway
- Pickrell Corner
- Pontiac
- Potwin
- Prairie Village
- Rosalia
- Rose Hill
- Salter
- Smileyville
- Summit
- Sunset Acres
- Towanda
- Vanora
- Whitewater
- Wingate

Townships
- Augusta Township
- Benton Township
- Bloomington Township
- Bruno Township
- Chelsea Township
- Clay Township
- Clifford Township
- Douglass Township
- El Dorado Township
- Fairmount Township
- Fairview Township
- Glencoe Township
- Hickory Township
- Lincoln Township
- Little Walnut Township
- Logan Township
- Milton Township
- Murdock Township
- Pleasant Township
- Plum Grove Township
- Prospect Township
- Richland Township
- Rock Creek Township
- Rosalia Township
- Spring Township
- Sycamore Township
- Towanda Township
- Union Township
- Walnut Township